# Rhodium(III)-fluorid
Rhodium(III)-fluorid ist eine anorganische chemische Verbindung des Rhodiums aus der Gruppe der Fluoride.

## Gewinnung und Darstellung
Rhodium(III)-fluorid kann durch Reaktion von Rhodium mit Fluor bei 600 °C gewonnen werden.
{\displaystyle \mathrm {2\ Rh+3\ F_{2}\longrightarrow 2\ RhF_{3}} }
Die Hydrate können durch die Reaktion von Fluoriden mit Rhodium(III)-Salzlösungen gewonnen werden.

## Eigenschaften
Rhodium(III)-fluorid ist ein roter, rhombischer, nicht hygroskopischer Feststoff, der unlöslich in Wasser, verdünnten Säuren und verdünnten Basen ist. Er besitzt eine trigonale Kristallstruktur mit der Raumgruppe R3c (Raumgruppen-Nr. 167). Es sind auch ein Hexahydrat und Nonahydrat bekannt, die beide wasserlöslich sind.